# فين أتكينز
فين أتكينز (بالإنجليزية: Finn Atkins)‏ هي ممثلة بريطانية، ولدت في 21 يونيو 1989 في نوتنغهام في المملكة المتحدة.

## أعمال

### أفلام
- (2008) بحيرة عدن

## وصلات خارجية
- فين أتكينز على موقع IMDb (الإنجليزية)
- فين أتكينز على موقع ألو سيني (الفرنسية)
- فين أتكينز على موقع أول موفي (الإنجليزية)
- فين أتكينز على موقع قاعدة بيانات الأفلام السويدية (السويدية)
- فين أتكينز على موقع قاعدة بيانات الفيلم (الإنجليزية)
- فين أتكينز على موقع كينوبويسك (الروسية)